# Булатов, Евгений Васильевич
Евгений Васильевич Булатов (20 января 1875, Негин, Подольская губерния — 5 августа 1933, Новосибирск) — российский военный деятель.

## Биография
Евгений Булатов родился в январе 1875 года в семье начальника почтово-телеграфной конторы села Негино Каменец-Подольского уезда. После окончания в 1896 году Иркутского пехотного юнкерского училища он решил остаться в Иркутске и поступил на службу в местный резервный батальон в звании подпоручика. В 1900 году Булатов получил звание поручика и принял участие в подавлении боксёрского восстания в Северном Китае. Ещё одним вооружённым конфликтом на Дальнем Востоке, в котором поучаствовал Булатов, стала Русско-японская война. На полях сражений в чине поручика он воевал в составе 5-го пехотного Сибирского Иркутского резервного полка. Во время этой войны Булатову удалось отличиться своими действиями в качестве полкового адъютанта, за что он был произведён в штабс-капитаны и награждён орденом Святого Станислава 2 степени с мечами и двумя орденами Святой Анны, IV степени с надписью «За храбрость» и III степени с мечами и бантом.
«Вид арестованного 
Джа-ламы — этого Бога, окружённого конвоем, — произвел сильное впечатление на всех»
В 1910 году Булатов вместе со своим полком, сменившим четырьмя годами ранее место дислокации с Иркутска на Ново-Николаевск, вошёл в состав 41-го Сибирского стрелкового полка, где Евгений Васильевич помимо прочего пополнил офицерский состав. Одним из самых ярких эпизодов службы Евгения Булатова в этом полку стал арест российского подданного Лувсана Дамбийжалсана, более известного под именем Джа-лама, ставшего одной из самых влиятельных религиозно-политических фигур в Монголии и создавшего в регионе угрозу потери влияния Российской империи и Китая. В состав российских экспедиционных войск, отправленных в Монголию на поимку Дамбийжалсана, входил и полк Булатова, в котором он был назначен командиром. 7 февраля 1914 года Булатов при поддержке трёхсот пятидесяти военных из 3-го Сибирского казачьего полка и 1-го Верхнеудинского полка Забайкальского казачьего войска произвёл арест Джа-ламы в его собственной ставке в урочище Мунчжик.
Начальный период Первой мировой войны Булатов вместе со своим полком встретил на полях сражений в Царстве Польском, где ему довелось принять участие в обороне крепости Осовец, Варшавско-Ивангородской операции, а также в первом и втором Праснышском сражении. За успехи в боях Булатов был награждён орденом Святого Владимира IV степени с мечами и бантом, а также назначен командиром 533-го Новониколаевского пехотного полка. 
Во время начавшейся в 1917 году демократизации армии Булатову удалось сохранить пост полкового командира, однако после Октябрьской революции он, вероятнее всего, отошёл от службы в своём полку. 
После взятия в Сибири власти белогвардейцами Булатов был назначен командиром 4-го Степного Сибирского стрелкового полка, с частями которого в сентябре 1918 года он попытался подавить вспыхнувшее в Славгороде крестьянское восстание, однако в этом начинании он потерпел неудачу.
После поражения белогвардейских войск в Сибири Булатов был сперва пленён красноармейцами, а затем приговорён трибуналом 5-й армии к 1 году лишения свободы. После освобождения Евгений Васильевич вернулся в Ново-Николаевск, где впоследствии устроился на работу военруком. В ночь с 5 на 6 февраля 1933 года Булатов был арестован органами НКВД по обвинению в контрреволюционной деятельности. 5 августа того же года бывший полковник был приговорен к расстрелу и казнён.